# Graeme Thomas

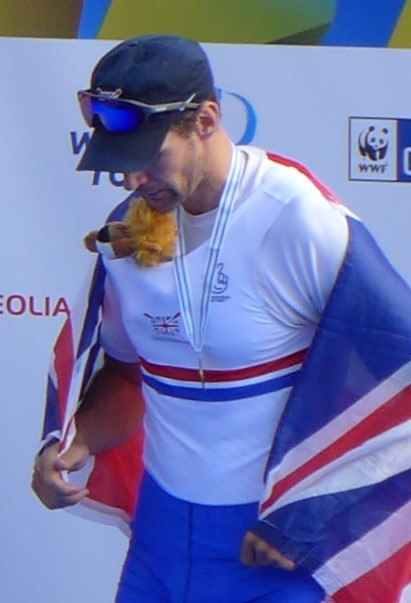
Graeme Thomas im Jahr 2022

Graeme Thomas (* 8. November 1988 in Preston) ist ein britischer Ruderer. Er war Weltmeisterschaftszweiter 2014 und 2017.

## Sportliche Karriere
Graeme Thomas begann erst 2008 mit dem Rudersport, nachdem er zuvor versucht hatte, ins Rugby-Union-Team der Sale Sharks aufgenommen zu werden. Bei den Europameisterschaften 2011 startete er erstmals international für das britische Ruder-Team und belegte im Doppelzweier mit Henry Pelly den fünften Platz. 2012 ruderte Graeme Thomas im Einer und belegte sowohl beim Ruder-Weltcup in München als auch bei den Europameisterschaften in Varese den vierten Platz.
2013 rückte Thomas in den Doppelvierer und gewann auch gleich zum Weltcup-Auftakt in Sydney. Bei den Weltmeisterschaften 2013 erkämpften Graeme Thomas, Sam Townsend, Charles Cousins und Peter Lambert die Bronzemedaille hinter den Kroaten und den Deutschen. Zum Saisonauftakt 2014 unterlag der britische Doppelvierer in der gleichen Besetzung wie im Vorjahr im Finale der Europameisterschaften den Ukrainern mit 0,27 Sekunden Rückstand. Nach zwei Siegen im Weltcup verloren die Briten auch im Weltmeisterschaftsfinale gegen die Ukrainer, diesmal mit 0,05 Sekunden Rückstand. Bei den Europameisterschaften 2015 startete der Doppelvierer in der Besetzung Jack Beaumont, Sam Townsend, Graeme Thomas und Peter Lambert. Hinter den Booten aus Russland und aus der Ukraine erhielten die Briten die Bronzemedaille. Bei den Weltmeisterschaften saß wieder Cousins statt Beaumont im Boot; der vierte Platz bedeutete die direkte Olympiaqualifikation für 2016. Bei den Europameisterschaften 2016 belegten Angus Groom, Townsend, Thomas und Lambert den fünften Platz. In gleicher Besetzung war die Mannschaft für die Olympischen Sommerspiele 2016 in Rio de Janeiro nominiert. Graeme Thomas zog sich jedoch einen grippeartigen Infekt zu und reiste bereits angeschlagen zu den Spielen an. Noch vor dem Vorlauf musste er abgemeldet und durch den Ersatzruderer Jack Beaumont substituiert werden.
In der Saison 2017 ruderte Thomas erst bei den Weltmeisterschaften in Florida wieder international. Im Doppelzweier gelang ihm gemeinsam mit Angus Groom jedoch nicht der Einzug in den Endlauf. Spontan ruderte er auch im Doppelvierer mit Jack Beaumont, Jonathan Walton und John Collins, nachdem das vierte Mannschaftsmitglied Peter Lambert direkt vor dem Endlauf erkrankt war. Mit Graeme Thomas am Schlag gewann die Mannschaft dennoch die Silbermedaille hinter der litauischen Auswahl. 2018 belegte Thomas mit dem Doppelvierer den sechsten Platz bei den Europameisterschaften und den siebten Platz bei den Weltmeisterschaften. 2019 trat er mit John Collins im Doppelzweier an und belegte sowohl bei den Europameisterschaften als auch bei den Weltmeisterschaften den vierten Platz. 2021 gewannen die beiden die Bronzemedaille bei den Europameisterschaften in Varese. Dreieinhalb Monate später bei den Olympischen Spielen in Tokio erreichte der britische Doppelzweier den vierten Platz.
2022 kehrte Graeme Thomas in den Einer zurück. Bei den Europameisterschaften in München belegte Thomas den fünften Platz. Einen Monat später bei den Weltmeisterschaften in Račice u Štětí wurde er Dritter hinter dem Deutschen Oliver Zeidler und dem Niederländer Melvin Twellaar. 2023 war Thomas weder bei Meisterschaften noch im Weltcup dabei. 2024 trat der britische Doppelvierer in der Besetzung Callum Dixon, Thomas Barras, Matthew Haywood und Graeme Thomas an. Die Crew wurde sowohl bei den Europameisterschaften in Szeged als auch bei den Olympischen Spielen in Paris Vierte.